# Čuki
Čuki, bildat 1989, är en slovensk musikgrupp. Gruppen har alltid bestått av fyra medlemmar även om totalt sex olika personer har varit med i den.
De har släppt ett stort antal album under karriären.

## Medlemmar

### Nuvarande
- Jože Potrebuješ, medlem sedan 1989
- Jernej Tozon, medlem sedan 2008
- Vincencij Cankar, medlem sedan 1989
- Matjaž Končan, medlem sedan 1998

### Tidigare
- Marjan Malovrh, medlem mellan 1989 och 1998
- Marko Vozelj, medlem mellan 1989 och 2008

## Diskografi

### Album i urval
- 1991 – Rdeča Mašna
- 1993 – Zanzibar
- 1995 – Kavbojci in indijanci
- 1998 – Hozntregarji
- 1999 – Štorklje
- 2000 – Kraljestvo nase srece
- 2000 – Narodni Čuki
- 2002 – Ferrari Polka
- 2002 – Uspešnice 1989-1999
- 2002 – Za Podnevi in Ponoci
- 2003 – Komar: Slovenija Pleše
- 2005 – Ena po domaČe
- 2006 – Mi Gremo pa na Morje
- 2009 – Mal' naprej pa mal' nazaj